# Macarena Reyes
Macarena Rocío Reyes Meneses (* 30. März 1984 in San Fernando) ist eine chilenische Weitspringerin, die aber auch in diversen anderen Disziplinen an den Start geht.

## Sportliche Laufbahn
Erste internationale Erfahrungen sammelte Macarena Reyes bei den Jugendsüdamerikameisterschaften 2000 in Bogotá, bei denen sie mit 5,66 m die Silbermedaille im Weitsprung gewann und im 100-Meter-Hürdenlauf mit 14,84 s den sechsten Platz belegte. Im Jahr darauf schied sie bei den Jugendweltmeisterschaften in Debrecen mit 5,42 m in der Qualifikation aus und wurde anschließend mit einer Weite von 5,45 m Achte bei den Juniorensüdamerikameisterschaften in Santa Fe. Zudem belegte sie mit der chilenischen 4-mal-100-Meter-Staffel in 47,49 s den vierten Platz. 2002 gewann sie bei den Juniorensüdamerikameisterschaften in Belém mit 4683 Punkten die Silbermedaille im Siebenkampf sowie in 47,11 s Bronze mit der chilenischen Stafette. Im Jahr darauf wurde sie bei den Südamerikameisterschaften in Barquisimeto mit 5,82 m bzw. 12,42 m Vierte und Achte im Weit- und Dreisprung und lief mit der 4-mal-400-Meter-Staffel in 3:45,72 min auf dem fünften Platz ein. Zuvor siegte sie mit 6,10 m im Weitsprung und der 4-mal-100-Meter-Staffel bei den Juniorensüdamerikameisterschaften in Guayaquil. Zudem gewann sie mit einer Weite von 12,64 m auch Silber im Dreisprung und wurde mit der Langsprintstaffel in 3:52,37 min Fünfte. Bei den Panamerikanischen Juniorenmeisterschaften wurde sie mit 5,59 m Zehnte im Weitsprung und wurde im Dreisprung disqualifiziert. 2004 erreichte sie bei den U23-Südamerikameisterschaften in Barquisimeto die Ränge vier und sechs und sprang anschließend bei den Ibero-Amerikanischen Meisterschaften in Huelva auf den zehnten Platz.
2007 belegte sie bei den Südamerikameisterschaften in Cali mit 12,84 m den siebten Platz im Dreisprung und 2006 belegte sie bei den U23-Südamerikameisterschaften in Buenos Aires die Ränge fünf und sechs. Nach einem Jahr ohne Wettkämpfe gewann Reyes 2009 mit 5278 Punkten die Bronzemedaille im Siebenkampf bei den Ibero-Amerikanischen Meisterschaften in Iquique. Im Jahr darauf musste sie sich bei den Südamerikameisterschaften in Lima mit 5360 Punkten nur der Brasilianerin Vanessa Spínola geschlagen geben. Zwei Jahre später wurde sie bei den Südamerikameisterschaften in Buenos Aires mit 5,89 m Fünfte im Weitsprung und musste ihren Siebenkampf vorzeitig beenden. Anschließend schied sie bei der Sommer-Universiade in Shenzhen mit 5,82 m in der Qualifikation aus und konnte auch dort ihren Mehrkampf nicht beenden. 2012 gewann sie bei den Ibero-Amerikanischen Meisterschaften mit 6,14 m die Silbermedaille. 2013 feierte sie mit dem Titelgewinn bei den Südamerikameisterschaften in Cartagena, bei denen sie 6,54 m weit sprang, ihren bisher größten Erfolg. Sie qualifizierte sich damit für die Weltmeisterschaften in Moskau, bei denen sie mit 5,93 m in der Qualifikation ausschied.
2014 wurde sie mit 5,97 m Vierte bei den Südamerikaspielen in Santiago de Chile und 2015 bei den Südamerikameisterschaften in Lima mit 6,15 m Fünfte. Anschließend erreichte sie bei den Panamerikanischen Spielen in Toronto mit einer Weite von 5,99 m den 13. Platz. Im Jahr darauf belegte sie bei den Ibero-Amerikanischen Meisterschaften in Rio de Janeiro mit 5,96 m den fünften Platz und 2017 gewann sie bei den Südamerikameisterschaften in Luque mit 6,51 m hinter der Brasilianerin Eliane Martins Silber. Auch bei den Juegos Bolivarianos in Santa Marta gewann sie mit 6,34 m die Silbermedaille. 2018 klassierte sie sich bei den Südamerikaspielen in Cochabamba mit einem Sprung auf 6,53 m auf dem fünften Rang. 2019 gewann sie bei den Südamerikameisterschaften in Lima mit einer Weite von 6,36 m die Bronzemedaille hinter den Brasilianerinnen Martins und Keila Costa. Sie qualifizierte sich damit auch für die Panamerikanischen Spiele ebendort, bei denen sie mit 3,14 m auf Rang 13 gelangte. Im Jahr darauf wurde sie bei den erstmals ausgetragenen Hallensüdamerikameisterschaften in Cochabamba mit neuem Landesrekord von 6,27 m Vierte. 2021 erreichte sie bei den Südamerikameisterschaften in Guayaquil mit 6,28 m den sechsten Platz.
In den Jahren 2005 und 2006 sowie von 2019 wurde Reyes chilenische Meisterin im Dreisprung sowie von 2019 bis 2021 auch im Weitsprung.

## Persönliche Bestleistungen
- 100 m Hürden: 14,12 s (0,0 m/s), 14. März 2009 in Santiago de Chile
- Weitsprung: 6,60 m (+0,9 m/s), 2. Juni 2012 in Santiago de Chile (chilenischer Rekord)
  - Weitsprung (Halle): 6,27 m, 1. Februar 2020 in Cochabamba (chilenischer Rekord)
- Dreisprung: 13,20 m (+0,9 m/s), 23. März 2013 in Santiago de Chile
- Siebenkampf: 5360 Punkte, 20. Juni 2009 in Lima